# Petr Moos
Petr Moos (3. února 1946 Praha – 23. února 2024) byl český dopravní inženýr, vysokoškolský pedagog, politik a manažer. Od ledna do července 1998 ministr dopravy ČR v Tošovského vládě, spoluzakladatel a bývalý první děkan Fakulty dopravní ČVUT v Praze.

## Život
Vystudoval Fakultu elektrotechnickou ČVUT v Praze. Působil na různých vysokých školách, od roku 1994 jako děkan Fakulty dopravní ČVUT. Od 2. ledna 1998 do 23. července 1998 byl Petr Moos ministrem dopravy a spojů. Od roku 2000 proděkan pro vědeckou a výzkumnou činnost Fakulty dopravní ČVUT.
V roce 2007 působil ve vládou jmenovaném týmu pro vyjednávání Národního strategického referenčního rámce.
Byl ženatý, manželka Jiřina Moosová, měl 3 děti (syn Petr – klinický psycholog, dcera, syn Marek – IT specialista).
Studoval na ČVUT v Praze, obor radioelektronika – 1969, CSc. – sdělovací technika – 1974, jmenován docentem na Fakultě stavební ČVUT 1989 – obor technická zařízení budov, habilitace na Fakultě elektrotechnické ČVUT 1994 – obor radioelektronika, telekomunikace. Profesorem v oboru sdělovací technika – 1996.
Do roku 1989 – odborným asistentem, po roce 1989 – vedoucí katedry, v letech 1993–1999 děkanem Fakulty dopravní ČVUT, jejímž byl zakladatelem. V roce 1998 ve vládě Josefa Tošovského jako ministr dopravy ČR. V letech 1999–2006 byl proděkanem pro vědu a výzkum na FD ČVUT a v roce 2006 byl opět zvolen Akademickým senátem do funkce děkana. Současně byl vedoucím Ústavu informatiky a telekomunikací na FD ČVUT v Praze. Byl členem vědeckých rad několika fakult v ČR. V zahraničí působí jako místopředseda Výboru EURNEX (Síť excelence 68 evropských univerzitních a rezortních výzkumných pracovišť). Byl vedoucím koordinátorem sítě excelence pracovišť CEEC a vedoucím pracovní skupiny WP 4 v projektu EURNEX. Absolvoval zahraniční stáže a vědecké pobyty v na řadě západoevropských univerzit a na pracovištích v USA.
Odborně se zabýval inženýrskou informatikou, telekomunikacemi, telematikou a dopravní politikou. Byl autorem nebo spoluautorem více než 120 odborných článků v časopisech a referátů na mezinárodních konferencích, 4 monografií a desítky učebních skript.
V komunálních volbách v roce 2014 do Zastupitelstva hlavního města Prahy kandidoval jako nestraník za SD-SN na kandidátce subjektu Demokraté Jana Kasla, ale neuspěl. Dne 28. října 2015 jej prezident Miloš Zeman vyznamenal medailí Za zásluhy.
Dne 13. července 2018 jej řídící výbor Českých drah schválil členem dozorčí rady a zároveň jej doporučil na post předsedy dozorčí rady, a to vzhledem k jeho odborným a profesním zkušenostem. Ze zdravotních důvodů rezignoval ke 30. dubnu 2019 na funkci předsedy i člena dozorčí rady.
Zemřel v únoru 2024 ve věku 78 let.